# Münstergasse
La Münstergasse (que en alemán quiere decir: Callejón de la Catedral) es una de las calles de la ciudad vieja de Berna, el centro medieval de la ciudad de Berna, Suiza. Es parte de la Zähringerstadt que fue construida durante la fundación de la ciudad vieja en 1191. Sin embargo, hasta 1967 fue parte de varias otras calles. Corre a lo largo de la Catedral y es parte del Patrimonio Cultural de la Humanidad de la UNESCO, que abarca toda la Ciudad Vieja.
El 1 de noviembre de 1967, la Münstergasse fue creada de varias otras calles. Algunas partes de Kesslergasse (Nr. 34-78 y 31-61), la sección norte de Münsterplatz (Nr. 26-32) y de Kirchgasse (Nr. 2-24) se fusionaron como Münstergasse. 
Kesslergasse fue mencionada por primera vez en 1576 como el nuevo nombre de la parte occidental de Kirchgasse.